# Sankturinovský dům
Sankturinovský dům se nachází na Palackého náměstí ve městě Kutná Hora. Je chráněn jako kulturní památka České republiky.

## Historie
Už na konci 13. století na parcele stál věžový dům s gotickou věží, která sloužila jak k bydlení, tak k obranným účelům (v domě se zřejmě hutnilo stříbro). V roce 1481 nyní rozšířený dům koupil Beneš zlatník (z Trmic). Ten se však dostal do finančních potíží a dům tak musel prodat Sankturinovi z Nedvojovic. Ve druhém patře věže se nachází umělecky cenná kaple. V letech 1787-1793 dům získal novou fasádu a mansardovou střechu, z gotického paláce se tak stal měšťanský dům.
Sankturinovský dům dnes slouží jako kulturní a společenské centrum. Nachází se zde informační středisko, Galerie Felixe Jeneweina a také Muzeum alchymie.

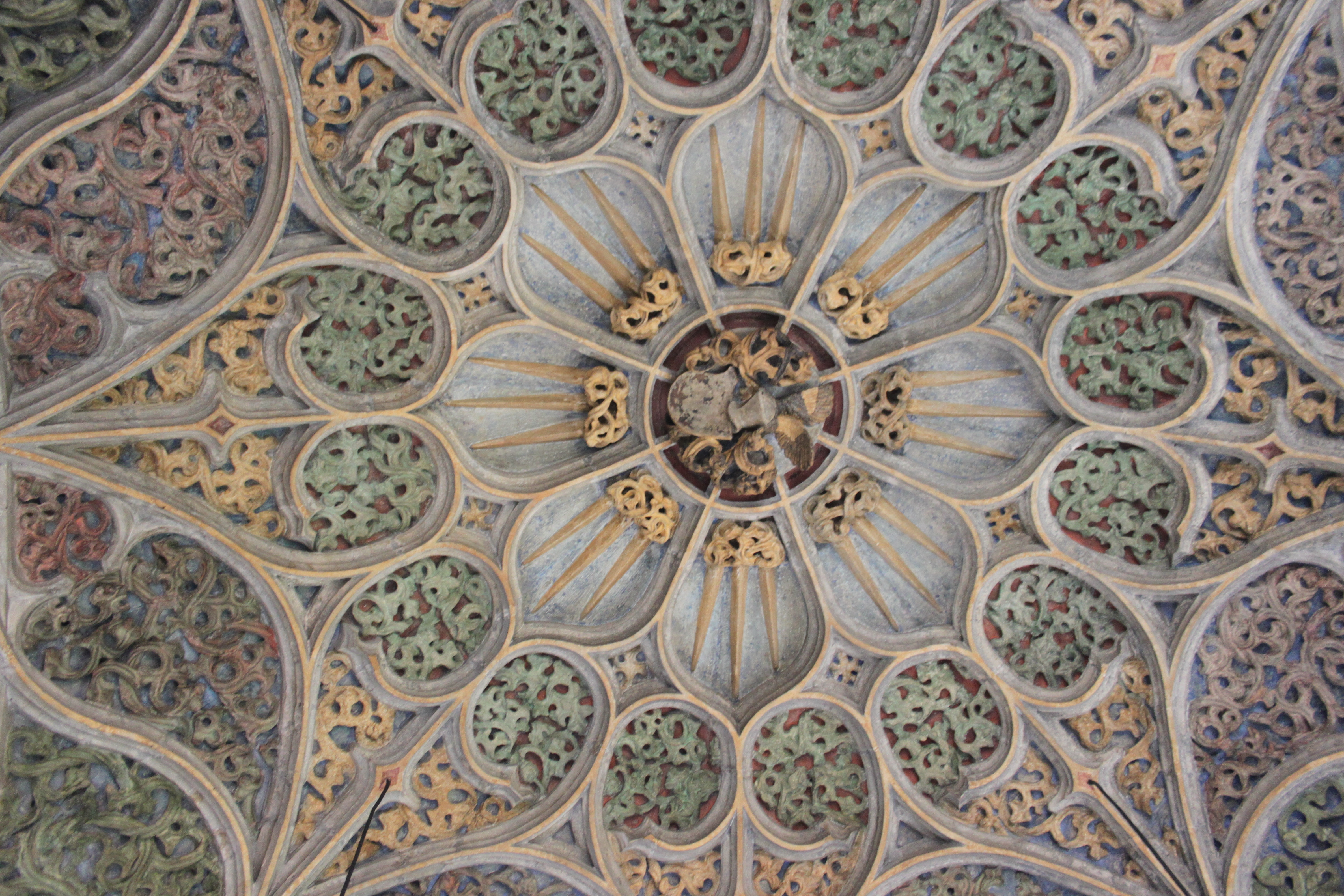
Klenba v patře věže